# Jeremain Lens
Jeremain Lens (Amsterdam, el 24 de novembre de 1987) és un futbolista neerlandès d'ascendència surinamesa que actualment juga per al Beşiktaş i l'equip nacional de futbol dels Països Baixos.
El 13 de maig de 2014 va ser inclòs per l'entrenador de la selecció dels Països Baixos, Louis Van Gaal, a la llista preliminar de 30 jugadors per representar aquest país a la Copa del Món de Futbol de 2014 al Brasil. Finalment va ser confirmat en la nòmina definitiva de 23 jugadors el 31 de maig.